# Gewichtsbezogene Leistung
Die gewichtsbezogene Leistung, auch massebezogene Leistung oder spezifische Leistung, ist der Quotient aus Leistung und Masse (umgangssprachlich Gewicht). Einheiten sind z. B. Watt/kg, kW/t, PS/t. Leistungsgewicht hingegen bezeichnet den Kehrwert dieser Größe und wird häufig im Fahrzeugbereich verwendet, mit der Einheit kg/kW.

## Bedeutung im Radsport
Speziell im Sport (v. a. Radrennen) dient die gewichtsbezogene Leistung als Kennzahl für die Leistungsfähigkeit eines Sportlers. Sie wird im Radsport häufig ermittelt, um die Leistung von Fahrern, die einen sehr unterschiedlichen Körperbau und damit sehr unterschiedliches Gewicht aufweisen, vergleichbar zu machen.
Aufgrund ihres direkten Bezuges zur Hauptwiderstandskraft am Berg, der Hangabtriebskraft, ist die gewichtsbezogene Leistung ein intersubjektiver Maßstab für die Qualität eines Fahrers am Berg.
Da der Rollwiderstand ebenfalls proportional zum Gewicht ist und der Luftwiderstand mit dem Körpervolumen des Fahrers wächst – wenn auch nicht proportional –, ist die gewichtsbezogene Leistung ein geeigneter, von den Körperbaueigenheiten des Fahrers unabhängiger Maßstab für die Leistungsfähigkeit eines Fahrers.
Bis auf wenige Ausnahmen können größere, athletischere Fahrer auf den flacheren Profilen der Einzelzeitfahren höhere Durchschnittsgeschwindigkeiten erzielen, weil sie in Bezug auf die gewichtsbezogene Leistung annähernd gleich stark wie ihre kleineren, aber vor allem leichteren Bergspezialisten-Kollegen, in Bezug auf den leicht unter-proportional wachsenden Luftwiderstand jedoch im Vorteil sind.